# باري بانكس
باري بانكس (بالإنجليزية: Barry Banks)‏ هو موسيقي ومغني أوبرا ومغني بريطاني، ولد في 1960.

## وصلات خارجية
- باري بانكس على موقع ميوزك برينز (الإنجليزية)
- باري بانكس على موقع أول ميوزيك (الإنجليزية)
- باري بانكس على موقع ديسكوغز (الإنجليزية)